# Růžena Merunková
Růžena Meruňková (* 21. März 1940 in Lysá nad Labem) ist eine tschechische Schauspielerin.

## Leben
Merunková stammt aus einer Schauspielerfamilie. Sie studierte an der Künstlerakademie DAMU in Prag. Meruňková ist seit 1961 in  15 Film- und Fernsehproduktionen zu sehen gewesen. Sie verkörperte  1997 in dem tschechischen Märchenfilm Rumpelstilzchen & Co. (Rumplcimprcampr) Matylda, die Mutter der Betrüger-Prinzessin. 2012 wirkte sie in 5 Folgen der Fernsehserie Zdivočelá země als Peslová mit.

## Filmografie (Auswahl)
- 1972: Der Spieler (Hráč)
- 1977: Hodina pravdy
- 1985: Veronika
- 1997: Rumpelstilzchen & Co. (Rumplcimprcampr)
- 2003: PF 77
- 2012: Zdivočelá země (TV-Serie; 5 Folgen)